# Slobidka, Mirhorod
Slobidka (în ucraineană Слобідка) este localitatea de reședință a comunei Slobidka din raionul Mirhorod, regiunea Poltava, Ucraina.

## Demografie
Componența lingvistică a localității Slobidka
     Ucraineană (97,87%)
     Rusă (1,74%)
     Alte limbi (0,38%)
Conform recensământului din 2001, majoritatea populației localității Slobidka era vorbitoare de ucraineană (97,87%), existând în minoritate și vorbitori de rusă (1,74%).